# Brent Mydland
Brent Mydland (21. října 1952, Mnichov, Německo – 26. července 1990, Lafayette, Kalifornie, USA) byl americký rockový klávesista a zpěvák.
Vyrůstal v Kalifornii a od dětství hrál na klavír. V 70. letech působil v kapele Silver, která vydala jedno album obsahující mj. hitový singl „Wham Bam Shang-a-Lang“. V roce 1979 nahradil Keitha Godchauxe ve skupině Grateful Dead. S tou nahrál její poslední tři studiová alba, Go to Heaven (1980), In the Dark (1987) a Built to Last (1989). Je autorem či spoluautorem několika písní kapely, postupem času v některých písních také zpíval. V roce 1994 byl coby její člen uveden do Rokenrolové síně slávy.
Počátkem 80. let dále působil v kapele Bobby and the Midnites, kterou založil jeho kolega z Grateful Dead, kytarista Bob Weir. Nahrál s ní její první album Bobby and the Midnites (1981). Spolu s bubeníkem Grateful Dead, Billem Kreutzmannem, založil v roce 1986 kapelu Go Ahead. Dále hrál například na albech Down in the Groove (1988) od Boba Dylana a New Frontier (1988) stejnojmenné kapely.
Zemřel na předávkování drogami ve věku 37 let.